# Anthony Rozankovic
 (avril 2014).
Si vous disposez d'ouvrages ou d'articles de référence ou si vous connaissez des sites web de qualité traitant du thème abordé ici, merci de compléter l'article en donnant les références utiles à sa vérifiabilité et en les liant à la section « Notes et références ».
Anthony Rozankovic, né le 22 juillet 1962 à Montréal, est un compositeur, pianiste, tromboniste et chef d’orchestre canadien.

## Biographie
Il est né à Montréal le 22 juillet 1962. Ses parents sont originaires de l’ex-Yougoslavie (Croatie). Anthony Rozankovic commence le piano à l’âge de cinq ans, chante avec les Petits Chanteurs du Mont-Royal à partir de 9 ans et étudie le trombone au Collège Notre-Dame.
De 1980 à 1990, il poursuit des études supérieures en composition, analyse musicale, harmonie, contre-point, fugue, trombone et direction d’orchestre au conservatoire de musique du Québec. Il compléte ses études en 1990, ayant déjà gagné plusieurs prix en composition et en analyse musicale. Pendant cette période au conservatoire, il étudie et travaille notamment avec Gilles Tremblay, Gaston Arel, Clermont Pépin, Jacques Faubert et Raffi Armenian.
Anthony Rozankovic appartient à la génération fin de siècle (end-of-the-century-generation) des compositeurs québécois. Sa musique est un mélange de plusieurs styles, du jazz au classique en passant par la pop et le R&B.
Depuis 1984, il a composé plus de 500 œuvres pour toutes instrumentations, du soliste à l'orchestration symphonique et ce dans le contexte de projets variés : musique de concert, trames sonores de films, comédies musicales, pièces de théâtre, thèmes de séries télévisées et ritournelles de publicité.
Bien que son travail comme compositeur est vaste et varié, il est aussi directeur musical, chef d'orchestre, arrangeur, orchestrateur, réalisateur et pianiste.

## Nominations et prix
- 2013 : Musique de télévision (International); SOCAN.
- 2012 : Musique de télévision (International); SOCAN[4].
- 2011 : Musique de télévision (International); SOCAN[5].
- 2009 : Musique de télévision (International); SOCAN.
- 2006 : Disque d’or, réalisation Bossa Blue, Florence K.
- 2006 : Nomination, Prix Gémeaux, Meilleure musique originale, Les enfants de Tchernobyl. Réalisation Hélène Choquette.
- 2003 : Prix Gémeaux Meilleure musique originale pour la série télévisée La boîte noire. Réalisateur : Luc Cyr et Carl Leblanc.
- 2001 : Nomination, Prix Gémeaux, Meilleure musique de film, Les archives de l’âme.
- 2000 : Nomination, ADISQ, Album de l’année, Trame sonore originale, D’où cé qu’on vient, where do we go.
- 1998 : Nomination, Prix Gémeaux, Meilleure musique de film, Le chemin du Roy
- 1995 : Arrangeur de l’année, ADISQ, pour Qui sera le Père Noël ?, disque compact de l’ensemble vocal La Bande Magnétik
- 1992 : Premier prix, Concours de l’OFQJ, Lyon-Montréal, pour Hoketus
- 1986 : CAPAC-Mérite d’or, Prix Godfrey Ridout pour Le Chat

## Discographie
2009
- Tony Ambulance Band

2006
- Florence K. Bossa Blue, réalisation, co-arrangements et co-composition.

2005
- Montréal Jazz Club V. II, co-réalistation, co-arrangement, pianiste.
- Marie-Denise Pelletier, Noël, parle-moi, arrangements.

2004
- Montréal Jazz Club V. I, co-réalistation, co-arrangement, pianiste.

2002
- Trame sonore de la série École de danse, diffusée à Radio-Canada.

2000
- Arrangements musicaux, La voix des anges, disque de Noël de Robert Marien (Riche Lieu RIC2-9973)

1999
- Disque compact de musiques de films, D’où cé qu’on vient, where do we go, Amberola (ambp cd 7130)

1996
- Arrangements musicaux pour Comment te dire (FM-2 0005)

1994
- Arrangements musicaux pour Je ne peux vivre sans… (AN-2 9751)
- Arrangements musicaux pour Qui sera le Père Noël ? (AN- 2 9752)

1992
- Hoketus sur Orchestre Franco-Québécois Mark Forster, direction. (OFQJ CD-2)
- Pardonnez-moi mon ignorance, sur Récital (SNE-563)

1991
- Pas de deux, sur Musiques de Montréal, UMMUS (UMM 105)

1986
- Le projet d’Héraclite, sur Concertos pour trombone (SNE- 536)

## Filmographie et trames sonores

### Cinéma et télévision
- 2003-present : Mayday / Air Crash Investigation TV Series
- 2011 : Les poings de la fierté / Fists of Pride, Hélène Choquette.
- 2011 : Ne touchez pas à mon église, Bruno Boulianne.
- 2010 : Le cœur d’Auschwitz, AdHoc Films, Carl Leblanc et Luc Cyr.
- 2010 : Signé Montréal. Exposition permanente, Musée Pointe-à-Callière.
- 2009 : Avenue Zéro, Hélène Choquette, Productions Virage.
- 2009 : Dieu et nous, 4 X 60 min. AdHoc Films, Carl Leblanc et Luc Cyr.
- 2009 : Baklava Blues, Danic Champoux, Pimiento.
- 2005-09 : Mayday III-XI, 80 épisodes, Cinéflix et Next Film.
- 2007-08 : Portraits (Marina Orsini, Angèle Coutu, Josée Lavigueur). Pimiento, producteur Orlando Arriagada.
- 2008 : Je me voyais déjà, ONF, réalisation Bachir Bensaddek.
- 2008 : Dieu et nous, AdHoc Films, CarlÊLeblanc et Luc Cyr.
- 2008 : La couleur du temps, Pimiento, réalisation Danic Champoux.
- 2008 : Michel Bachelet, Cité Amérique, réalisation Hélène Choquette.
- 2007 : Super Phoenix, réalisation Sylvie Rosenthal.
- 2007 : Le sel de la terre, documentaire de Danic Champoux. Cité Amérique, producteur Orlando Arriagada.
- 2006 : Les bonnes à tout faire, réalisation Hélène Choquette.
- 2006 : Caporal Mark, Tutti Frutti Films, Danic Champoux.
- 2006 : Portrait de Dame, Tutti Frutti Films, Bachir Bensaddek.
- 2006 : What’s with Andy, saison III, Cinégroupe.
- 2006 : Bâtisseurs d’ailleurs, Tutti Frutti Films, Jean-Pascal Morneau.
- 2006 : Je t’aime attachée, réalisation/scénario Christian Fournier.
- 2005 : Line Once Die Twice, Incendo Productions.
- 2005 : Saltimbanques, Tutti Frutti Films, Pascal Sanchez.
- 2005 : Mon frère Arafat, Tutti Frutti Films, Rachid Mechaoui.
- 2005 : Les enfants de la balle, Tutti Frutti Films, Bachir Bensaddek.
- 2005 : La petite minute, Radio-Canada, Maryse Piouze.
- 2005 : Barbiers, une histoire d’hommes, TéléQuébec, Claude Demers.
- 2005 : You will live here also (Ballet). Saskatchewan Centennial Gala, CBC, Pierre Boileau.
- 2004 : 15 novembre 1976, AdHoc Films, Luc Cyr.
- 2004 : Big Gazelle, portrait de Nicolas Macrozonaris, Tutti Frutti Films, Danic Champoux.
- 2004 : L’otage, documentaire sur James Richard Cross, AdHoc Films, Carl Leblanc et Luc Cyr.
- 2004 : Série télévisée Mon été au camping, Jean-Philippe Duval et Hélène Choquette, Galafilm.
- 2002-04 : Série télévisée Bliss, GalaFilm.
- 2003 : Musique originale de sketchs humoristiques pour les Prix du Gouverneur Général diffusé à Radio-Canada.
- 2003 : Série télévisée Solstrom, produit par Le Cirque du Soleil, musique pour l’épisode Un vent de frayeur.
- 2003 : La grande traversée, Jean Lemire, Grand documentaire, musiques additionnelles.
- 2003 : Thérèse et Albert, Ad Hoc Films, Carl Leblanc.
- 2002 : Le Cirque du Soleil Sans Filet, documentaire sur le spectacle Varekaï. Lauréat de deux prix Gemini et un prix Emmy.
- 2000-01 : Les contes du cimetière, Films de l’Arlequin, Hoël Caouïssin.
- 2000 : La belle province, AdHoc Films, Carl Leblanc, Luc Cyr.
- 2000 : Marie, mère des apparitions, Pixcom,Jean-Philippe Duval.
- 2000 : Lumière des oiseaux, Jean-Philippe Duval. À l’abri du temps, ONF, Stéphane Drolet.
- 2000 : Les archives de l’âme, AdHoc Films, Carl Leblanc, Luc Cyr.
- 1998-99 : Série télévisée Secret Adventures of Jules Verne, orchestration de la musique de Nicolas Glennie-Smith.
- 1998 : Les Survivants de l’Apocalypse, Vent d’Est, Richard Boutet.
- 1998 : Mon frère Richard, Ad Hoc Films, Carl Leblanc, Luc Cyr.
- 1998 : Canada by Night, Ad Hoc Films, Carl Leblanc, Luc Cyr.
- 1998 : Oumar 911, ONF, Stéphane Drolet.
- 1997 : L’œil du Loup, Ciné-Groupe et Arlequin, Daniel Pennac et Hoël Caouïssin.
- 1997 : Le Pont de l’Exil, ONF, Jean-Pierre Gariépy.
- 1997 : Le Chemin du Roy, Ad Hoc Films, Carl Leblanc, Luc Cyr.
- 1996 : Deux pas, trois histoires, Véronique Poulin.
- 1996 : Référendum prise 2 take 2, ONF, Stéphane Drolet.

### Théâtre
- 2012 : L’invention du chauffage central en Nouvelle-France, NTE, Alexis Martin. Musique originale
- 2009 : Clash, Daniel Lemire. Musique originale.
- 2006-08 : Vous m’en lirez tant, 3 musiques originales par semaine.
- 2007 : Lèvres (Poésie des mille). Pierre Lebeau.
- 2004 : Nicht retour mademoiselle, Évelyne de la Chenelière, NTE.
- 2003 : The Sleeping Land, Floyd Favel Starr, Globe Theater, Regina.
- 2000 : Ah vous dirais-je maman… de Michel Duchesne (16 chansons). Théâtre du Vieux-Terrebonne.
- 1998-99 : Governor of the Dew de Floyd Favel Starr, Globe Theater, Regina.
- 1995 : Blue Valentine de Marianne Ackermann. Theater 1774. Monument National.

### Thèmes d’émissions
- 2011 : Conseil québécois de la musique. Sonal de 1 minute, joué en prélude aux concerts des membres du CQM.
- 2002 : École de Danse, Radio-Canada (télévision), automne 2002.
- 2002 : La boîte noire, Télé-Québec. Ici et ailleurs.
- 2002 : La fête de la musique, Radio-Canada (télévision).
- 1993 : Les temps Modernes, commande de Radio-Canada (télévision).
- 1993-95 : Réseaux: RDS, Super-Écran, Family Channel, Radio-Canada (télévision-été, programmation 1994).
- 1994 : Les portes du Matin, commande de Radio-Canada FM, 4 arrangements interprétés par La Bande Magnétik, pour l’inauguration de chaque saison.
- 1995 : VSD Bonjour, commande de Radio-Canada AM.

### Publicité
- 1996 : Aperçu publicitaire pour les films : Louis 19 (3 clips musicaux de 45 secondes) et Les Trois Frères (2 minutes) Malo Films. Ces enfants d’ailleurs, Jean Beaudin, réalisateur (4 minutes) Néo Film.